# 阿雷納爾火山
阿雷納爾火山（Arenal）是哥斯達黎加的活火山，位於阿拉胡埃拉省首府阿拉胡埃拉市西北約90公里，是哥斯達黎加最活躍的火山和全世界十大活躍火山之一，海拔高度至少1,633米，火山口闊140米。

## 外部連結
- Arenal Volcano, Costa Rica （页面存档备份，存于） （英文）
- MTU Volcanoes Page: Arenal （页面存档备份，存于）
- Volcano World: Arenal, Oregon State University
- Most recent pictures of Arenal eruptions （页面存档备份，存于）
- Jorque Barquero's Personal Account of the 1968 Eruption （页面存档备份，存于）